# Jabuuti
Jabuuti (somalo; in afar Gabuuti), è l'inno nazionale di Gibuti. Adottato al momento dell'indipendenza dalla Francia nel 1977, ha testo di Aden Elmi e musica di Abdi Robleh.
Ebbe la prima esecuzione pubblica in una cerimonia per l'indipendenza il 27 giugno 1977.

## Musica
L'inno è in 44, è scritto in una scala pentatonica e consiste di venti misure.

## Testo
| Testo in somalo | Testo in afar |
| --- | --- |
| Hinjinne u sara kaca Calankaan harraad iyo Haydaar u mudateen! Hir cagaarku qariyayiyo Habkay samadu tahayoo Xiddig dhi igleh hoorshoo Caddaan lagu hadheeyaay. Maxaa haybad kugu yaal. | Soolisnuh inkih solaa Simbiliiy kah ningicle Bakaarat kah sugunne! Bulci kaak qaran sido Way gubi kak anxar lusa Cutukti caxte caydu Qidi wagri silaalo. Faylay heebati kumuu. |